# Vashti Bunyan
Vashti Bunyan (* 2. března 1945) je anglická zpěvačka.
Narodila se v Newcastlu, ale vyrůstala v Londýně. Svůj první singl vydala v roce 1965, šlo o píseň „Some Things Just Stick in Your Mind“ z pera Micka Jaggera a Keitha Richardse. Nahrávku produkoval Andrew Loog Oldham a na kytaru v ní hrál Jimmy Page. Druhý singl „Train Song“ vydala v následujícím roce. Své první album, Just Another Diamond Day, vydala až v roce 1970 v produkci Joea Boyda. Později se několik desítek let hudbě nevěnovala. K návratu došlo v roce 2002, kdy hostovala v nahrávce písně „Crown of the Lost“ z alba Writers Without Homes kapely Piano Magic. V roce 2005 nahrála extended play Prospect Hummer s americkou kapelou Animal Collective a rovněž hostovala v nahrávkách Devendry Banharta.
V roce 2005 vydala své první vlastní album po pětatřiceti letech, nazvané Lookaftering. Produkoval jej Max Richter a přispěli na něj mj. Devendra Banhart a harfenistka Joanna Newsom. Rovněž se začala věnovat koncertování. Roku 2007 vyšla kompilace jejích singlů a demonahrávek z let 1964 až 1967 nazvaná Some Things Just Stick in Your Mind. V roce 2011 přispěla coververzí písně „Head and Heart“ od Johna Martyna na tributní album Johnny Boy Would Love This. V říjnu 2014 vydala své třetí album Heartleap a roku 2022 vydala autobiografickou knihu Wayward: Just Another Life to Live.